# Mauthner Nándor
Mauthner Nándor (Budapest, 1879. július 16. – Budapest, 1944. május 22.) kémikus, egyetemi tanár.

## Életútja
Mauthner Mihály (1851–1914) bőrnagykereskedő és Heidlberg Emília (1856–1883) fiaként született. A zürichi műszaki egyetem hallgatója volt, 1902-ben szerezte meg vegyészmérnöki diplomáját. 1903-ban a Genfi Egyetemen bölcsészdoktori címet kapott, majd 1903 és 1911 között szerves kémiai kutatásokat végzett Berlinben; 1903–1907-ben Emil Fischer Szerves Kémiai Intézetében munkálkodott. 1911-től a Budapesti Tudományegyetem II. sz. Kémiai Intézetének tanársegédje 1917-ig, 1911 és 1919 között a Szerves Kémiai Laboratórium vezetője volt. 1917–1918-ban pedig Bécsben a hadügyminisztériumban dolgozott mint katonai vegyész.
1916. április 12-én Budapesten, a Józsefvárosban feleségül vette a nála 12 évvel fiatalabb Bernauer Annát, Bernauer Izidor lányát, akitől 1928-ban elvált; a házasságban egy gyermeke született: Mihály.
A Tanácsköztársaság alatt az organikus kémia ún. rendes tanítója volt. 1919-től 1930-ig a Budapesti Tudományegyetemen az organikus kémia magántanára, 1930-től 1944-ig címzetes nyilvános rendkívüli tanára volt.
1934. május 11-én megválasztották a Magyar Tudományos Akadémia levelező tagjává. A zsidóüldözések miatt öngyilkosságot követett el 1944. május 21-én, halálának oka magasból való leugrás volt.
Munkássága kiterjedt a szerves kémiai alapkutatásokra, főként acilvándorlásra, gyűrűbontásra és ketonszintézisekre. Új reakciót dolgozott ki arilszulfidok előállítására. Nemzetközileg is alapvetően új eredményeket tudott felmutatni a glükozidok szintetikus előállítása területén. Hazai és külföldi folyóiratok több mint félszáz dolgozatát publikálták.
A Fiumei úti sírkertben nyugszik.

## Fontosabb művei
- Az arylsulfidok egy általános előállítási módszere (Magyar Chemiai Folyóirat, 1908)
- A glykosidok előállítása synthesissel (Budapest, 1918)
- Über die Wanderung der Acylgruppe bei den Polyoxyphenolen (Journal für praktische Chemie, 1933/34)
- A glucokávésav és a homosyringasav szintézisei. Akadémiai székfoglaló (elhangzott: 1934. nov. 12.; Mathematikai és Természettudományi Értesítő, 1935)
- A resacetophenon glukosidjainak szintézise (Mathematikai és Természettudományi Értesítő, 1942)